# Euphorbia buchtormensis
Euphorbia buchtormensis là một loài thực vật có hoa trong họ Đại kích. Loài này được C.A.Mey. ex Ledeb. mô tả khoa học đầu tiên năm 1830.